# Victorino (Venezuela)
Pour les articles homonymes, voir Victorino.
Victorino est la capitale de la paroisse civile de Victorino dans la municipalité de Maroa dans l'État d'Amazonas au Venezuela sur les rives du río Negro.